# El Represo
El Represo är en ort i Mexiko.   Den ligger i kommunen Francisco I. Madero och delstaten Hidalgo, i den sydöstra delen av landet, 90 km norr om huvudstaden Mexico City. El Represo ligger 1 995 meter över havet och antalet invånare är 343.
Terrängen runt El Represo är varierad. Runt El Represo är det tätbefolkat, med 356 invånare per kvadratkilometer. Närmaste större samhälle är San Salvador, 8,5 km öster om El Represo. Trakten runt El Represo består till största delen av jordbruksmark.